# Energía eólica en Nebraska

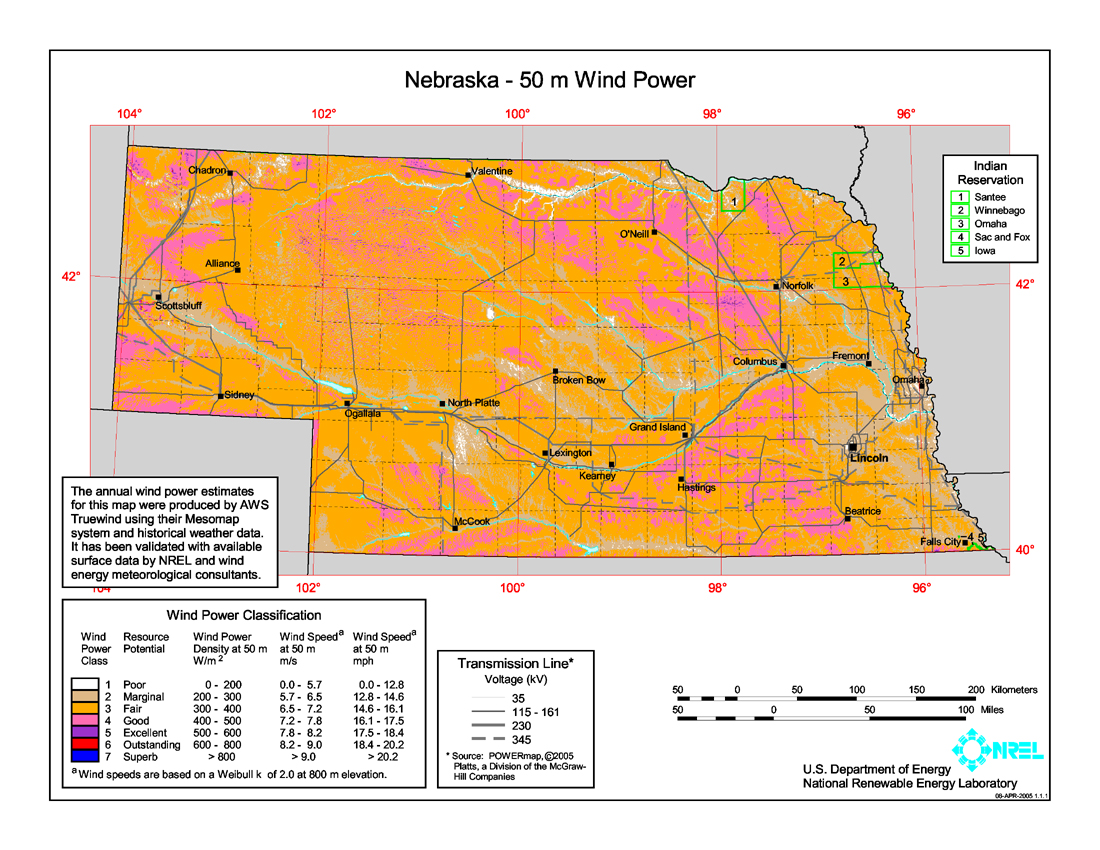
2006 Departamento de Energía de los Estados Unidos Laboratorio Nacional de Energía Renovable NE mapa de recursos eólicos

La energía eólica en Nebraska permanece en gran parte sin explotar en comparación con su potencial. En las Grandes Llanuras, con más de 47,000 granjas y cielos abiertos, ocupa el primer lugar en los Estados Unidos en su capacidad para generar energía a partir del viento. A partir de 2016, Nebraska tenía 1,335 MW de capacidad instalada de generación de energía eólica, produciendo el 10,1% de la electricidad generada en el estado. A partir de 2015, el estado no había adoptado un estándar de cartera renovable . El Distrito de Energía Pública de Omaha (OPPD) es uno de los mayores compradores de energía eólica del estado.

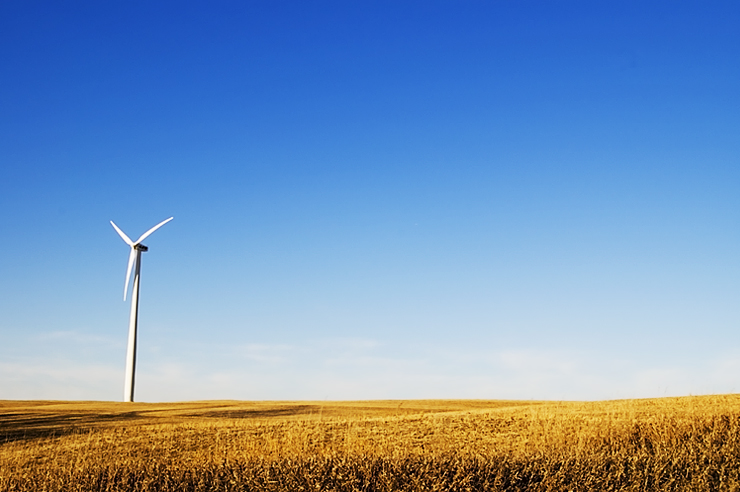
Valle de la sal, cerca de Lincoln, 2006

## Viento para las escuelas
Una iniciativa del Departamento de Energía, el Viento para Escuelas programa apoyado la construcción de turbinas de viento de escala pequeñas en escuelas durante estatales a anima la incorporación de educación de energía renovable al currículum de ciencia. En Nebraska, turbinas de viento estuvieron instaladas en veinticinco K-12 escuelas, cuatro universidades comunitarias y el Centro de Aplicaciones del Viento en la Universidad de Nebraska-Lincoln. Las ubicaciones incluyen varios elementales e institutos, y las universidades comunitarias que incluyen aquellos Bancroft, Bloomfield, Cedro Rapids, Crawford, Creighton, Diller-Odell Instituto, Elkhorn Valle, Hastings, Hayes Centro, Hyannis, Logan Vista, Loup Ciudad, Merdian-Daykin, Mullen, Norfolk, Norris, Oshkosh, Papillion-LaVista Instituto Del sur, Pleasanton, Superior, Del oeste Holt y Al sureste Universidad Comunitaria,

## Instalaciones utilitarias
El primer proyecto eólico a escala de servicios públicos de Nebraska con dos aerogeneradores Zond de 750 kW se puso en funcionamiento en 1998 al oeste de Springview y funcionó hasta 2007.
| Site                     | Location                               | Coordinates                                   | Commissioned | Size (MW) | Turbines: number, type and model | Notes                                         |
| OPPD/Valmont Industries  | Douglas, Otoe County                   | 40°35′35″N 96°23′14″O / 40.593056, -96.387222 | 2001         | 0.7       | 2 Vestas V47                     | Valmont prototype Omaha Public Power District |
| Kimball Wind Project     | near Kimball, Red Willow               |                                               | 2002         | 10.5      |                                  | MEAN                                          |
| Ainsworth Wind Energy    | near Ainsworth, Brown                  |                                               | 2005         | 59.4      | Vestas V82                       | Renewable Energy Systems                      |
| Elkhorn Ridge Wind Farm  | Knox                                   |                                               | 2009         | 81.0      | Vestas V90-3.0                   |                                               |
| Flat Water Wind Farm     | near Humboldt, Richardson              |                                               | 2010         | 60.0      | GE 1.5                           | Renewable Energy Systems                      |
| Laredo Ridge Wind Farm   | Petersburg, Boone                      |                                               | 2010         | 80.0      | GE 1.5 xle                       |                                               |
| Springview II            | near Springview, Keya Paha             |                                               | 2011         | 3.0       | Vensys 77                        | direct-drive turbine                          |
| TPE Petersburg Wind Farm | near Petersburg, Boone                 |                                               | 2011         | 40.5      | GE1.5 xle-ess                    |                                               |
| Broken Bow Wind Farm 1   | Broken Bow, Custer                     | 41°24′00″N 99°34′24″O / 41.400029, -99.573412 | 2012         | 80.0      | GE 1.5sle                        |                                               |
| Broken Bow Wind Farm 2   | Broken Bow, Custer                     |                                               | 2012         | 80.0      | 50 GE Energy 1.5sle              | Sempra & Con Ed                               |
| Crofton Bluffs Wind Farm | Crofton, Knox                          |                                               | 2012         | 42.0      | Vestas V90                       | [ 15 ]                                        |
| Steele Flats Wind Farm   | Steele City and Odell Jefferson & Gage |                                               | 2014         | 75.0      |                                  |                                               |
| Prairie Breeze Wind Farm | Antelope Boone, & Madison              |                                               | 2014         | 200.6     |                                  | Invenergy                                     |
| Prairie Breeze II, III   | Antelope and Boone Counties            |                                               | 2015         | 109.2     |                                  | Invenergy                                     |
| Grande Prairie Wind Farm | O'Neill, Holt                          | 42°36′29″N 98°25′42″O / 42.608056, -98.428333 | 2016         | 400       | 200 Vestas V110-2.0              | BHE Renewables                                |
| Cottonwood Wind          | Webster                                | 40°14′25″N 98°24′21″O / 40.240168, -98.405956 | 2017         | 90        | Siemans VS 2.3                   | [ 19 ] [ 20 ]                                 |
| Kimball Wind Farm        | Kimball                                |                                               | 2018         | 30        | GE                               | [ 21 ]                                        |
| Upstream                 |                                        |                                               | 2018         | 202       | GE                               | [ 21 ]                                        |
| Rattlesnake Creek        | Dixon                                  |                                               | 2018         | 318       | Nordex                           | [ 21 ]                                        |
| Seward Wind Project      | Seward ,                               | 40°53′43″N 97°11′43″O / 40.895297, -97.195383 | 2018         | 1.7       | GE 1.7 MW                        | Bluestem Energy Solutions                     |